# Nina Garbiras
 (avril 2019).
Si vous disposez d'ouvrages ou d'articles de référence ou si vous connaissez des sites web de qualité traitant du thème abordé ici, merci de compléter l'article en donnant les références utiles à sa vérifiabilité et en les liant à la section « Notes et références ».
Nina Garbiras est une actrice américaine principalement connue pour ses rôles à la télévision. Elle est née le 9 septembre 1964.

## Filmographie
- 2007 : Le Journal d'une baby-sitter : Miss Chicago
- 2002-2003 : Boomtown : Andrea Little
- 2001 : Leap Years : Beth Greenway
- 2000-2001 : The Street : Alexandra 'Alex' Brill
- 2000 : Tu peux compter sur moi

## Commentaires
En français, elle est doublée par Rafaele Moutier et Magali Barney.